# Cantonul Jumeaux
Cantonul Jumeaux este un canton din arondismentul Issoire, departamentul Puy-de-Dôme, regiunea Auvergne, Franța.

## Comune
- Auzat-la-Combelle
- Brassac-les-Mines
- Champagnat-le-Jeune
- La Chapelle-sur-Usson
- Esteil
- Jumeaux (reședință)
- Lamontgie
- Peslières
- Saint-Jean-Saint-Gervais
- Saint-Martin-d'Ollières
- Valz-sous-Châteauneuf